# Parabopyrella richardsonae
Parabopyrella richardsonae är en kräftdjursart som först beskrevs av Hugo Frederik Nierstrasz och Brender a Brandis 1929.  Parabopyrella richardsonae ingår i släktet Parabopyrella och familjen Bopyridae.
Artens utbredningsområde är Mexikanska golfen. Inga underarter finns listade i Catalogue of Life.